# Baltimore
Baltimore je samostojno pristaniško mesto, ki leži v zvezni državi Maryland na vzhodni obali ZDA.
Leta 2005 je prebivalstvo mesta štelo 641.943 ljudi. Za New Yorkom je bilo pristanišče najpomembnejše za prihod novih emigrantov v ZDA v 19. stoletju. Zaradi tega priseljevanja je bil Baltimore drugo mesto v ZDA, ki je doseglo 100.000 prebivalcev (za New Yorkom). Med letoma 1790 in 1980 je bilo mesto med 10 največjimi, od takrat pa je med 20 do 30 največjimi v državi. V mestu ima sedež zasebna Univerza Johnsa Hopkinsa. V Baltimoru je najstarejša rimskokatoliška (nad)škofija v ZDA, ustanovljena 1789; prvotno apostolska prefektura oziroma vikariat za ZDA.